# The Honeydrippers: Volume One
Albums de Robert Plant
The Principle of Moments
(1983) Shaken 'n' Stirred
(1985)
Singles
1. Rockin' at Midnight
Sortie : 1984
2. Sea of Love
Sortie : 1984

The Honeydrippers: Volume One est un EP de Robert Plant et de son groupe The Honeydrippers, sorti le 24 septembre 1984.
Le projet de cet opus est initié par Ahmet Ertegün, le président d'Atlantic Records, qui souhaite enregistrer un disque de ses chansons favorites des années 1950. Robert Plant est choisi par Ertegün car il a déjà entendu les Honeydrippers interpréter des standards de cette époque. On retrouve dans la formation Nile Rodgers, le guitariste du groupe Chic, ainsi que les ex-Yarbirds, Jeff Beck et Jimmy Page.
L'album se classe 56e au UK Albums Chart, 5e au Billboard 200 et 67e au Top R&B/Hip-Hop Albums.
En 2007, une réédition remastérisée, avec un titre bonus, est publiée par Rhino Entertainment.

## Titres
| 1. | I Get a Thrill | Rudy Toombs                  | 2:37 |
| 2. | Sea of Love    | George Khoury, Phil Phillips | 3:01 |
| 3. | I Got a Woman  | Ray Charles, Renald Richard  | 2:55 |

| 1. | Young Boy Blues     | Doc Pomus, Phil Spector | 3:28 |
| 2. | Rockin' at Midnight | Roy Brown               | 5:55 |

| 6. | Rockin' at Midnight(live in Birmingham NEC, September 8, 1985) | 4:14 |

## Personnel
- Robert Plant : chant
- Jeff Beck : guitares sur I Got a Woman et Rockin' at Midnight
- Jimmy Page : guitares sur I Get a Thrill et Sea of Love
- Nile Rodgers : guitare rythmique
- Wayne Pedziwiatr (crédité sous le nom Pedzwater) : basse
- Paul Shaffer : piano
- Dave Weckl : batterie
- Keith Evans : saxophone sur Rock'in at Midnight
- Robbie Blunt : guitare sur Rock'in at Midnight (live 1985)
- Paul Martinez : basse sur Rock'in at Midnight (live 1985)
- Jezz Woodroffe : claviers sur Rock'in at Midnight (live 1985)
- Richie Hayward : batterie sur Rock'in at Midnight (live 1985)
- The King Bees (crédités sous le nom The Uptown Horns) : section de cuivres
  - Crispin Cioe : saxophone alto, saxophone baryton
  - Bob Funk : trombone
  - Arno Hecht : saxophone ténor
  - Paul Litteral : trompette
- The Queen Bees : chœurs
  - Ula Hedwig
  - Chrissie Faith
  - Millie Whiteside

## Certifications
| Pays       | Association | Certification | Ventes     |
| ---------- | ----------- | ------------- | ---------- |
| Canada     | CRIA        | Platine       | 300 000+   |
| États-Unis | RIAA        | Platine       | 1 000 000+ |